# Karol Śmiały
Karol Śmiały, Karol Zuchwały, fr. Charles le Téméraire (ur. 10 listopada 1433 w Dijon, zginął 5 stycznia 1477 w bitwie pod Nancy) – książę Burgundii 1467–1477 z bocznej linii francuskich Walezjuszów. Syn księcia Burgundii Filipa III Dobrego (zm. 1467) i Izabeli Aviz (zm. 1471), córki króla Portugalii Jana I Dobrego.

## Wczesne lata życia
Urodzony w 1433 w stolicy Burgundii, Dijon, syn księcia Filipa Dobrego był od urodzenia tytułowany hrabią Charolais. Kiedy miał 20 dni został kawalerem Orderu Złotego Runa. Inwestytury dokonali Karol I de Nevers i pan Antoine I de Croÿ. Wychowywał się pod opieką pana d’Auxy i okazywał wielkie zamiłowanie zarówno do nauki, jak i do wojennego rzemiosła. Wychowywał się na kosmopolitycznym dworze, będącym jednym z najważniejszych ośrodków europejskiej kultury późnego średniowiecza. Nie miał dobrych stosunków z ojcem, był natomiast bardzo przywiązany do matki.
19 maja 1440 poślubił Katarzynę (1428–30 lipca 1446), córkę Karola VII, króla Francji, i Marii, córki Ludwika II, księcia Andegawenii. Małżonkowie nie mieli razem dzieci.
31 października 1454 ożenił się z Izabelą (1436–25 września 1465), córką Karola I, księcia de Bourbon, i Agnieszki, córki księcia Burgundii Jana bez Trwogi. Karol chciał poślubić angielską księżniczkę Małgorzatę, ale na przeszkodzie stanął podpisany przez jego ojca w 1435 traktat w Arras, który zobowiązywał Karola do poślubienia jedynie księżniczek francuskich. Karol i Izabela mieli razem jedną córkę:
- Maria (13 lutego 1457–27 marca 1482), księżna Burgundii

Herb Karola Śmiałego

Karol pozostawał w przyjaznych stosunkach z bratem swojej pierwszej żony, delfinem Ludwikiem, który skłócony z ojcem znalazł w 1456 schronienie na dworze burgundzkim. Pozostawał tam do śmierci ojca w 1461, kiedy został kolejnym królem Francji jako Ludwik XI. Jako król Francji Ludwik podjął jednak politykę nieprzyjazną Burgundii, odmawiając przekazania miast nad Sommą, które Filip Dobry przekazał Karolowi VII traktatem w Arras. 12 kwietnia 1465 Filip III przekazał faktyczne rządy księstwem w ręce Karola. Już wkrótce Karol przystąpił do działań po stronie Ligi Dobra Publicznego, rozpoczynając swój wieloletni konflikt z Ludwikiem XI.
Po śmierci swojej drugiej żony Karol był swatany z córką Ludwika XI, Anną. W międzyczasie zmarł jego ojciec (15 czerwca 1467) i Karol odziedziczył po nim rozległe terytoria. Nie czując się związany traktatem w Arras zdecydował się na zacieśnienie związku z odwiecznym sojusznikiem Burgundii, Anglią. 9 lipca 1468 poślubił siostrę angielskiego króla Edwarda IV, Małgorzatę York (3 maja 1446–23 listopada 1503), córkę Ryszarda Plantageneta, 3. księcia Yorku i Cecylii Neville, córki 1. hrabiego Westmorland. Wesele trwało dziewięć dni. Małżeństwo to pozostało bezdzietne.
Odnowienie sojuszu burgundzko-angielskiego zaniepokoiło Francję. Ludwik starał się nie dopuścić do zawarcia tego małżeństwa (np. francuska flota miała przeszkodzić Małgorzacie w jej rejsie do Burgundii). Uroczystości ślubne odbyły się w Brugii. Karol został z tej okazji kawalerem Orderu Podwiązki.

## Pierwsze doświadczenia wojenne

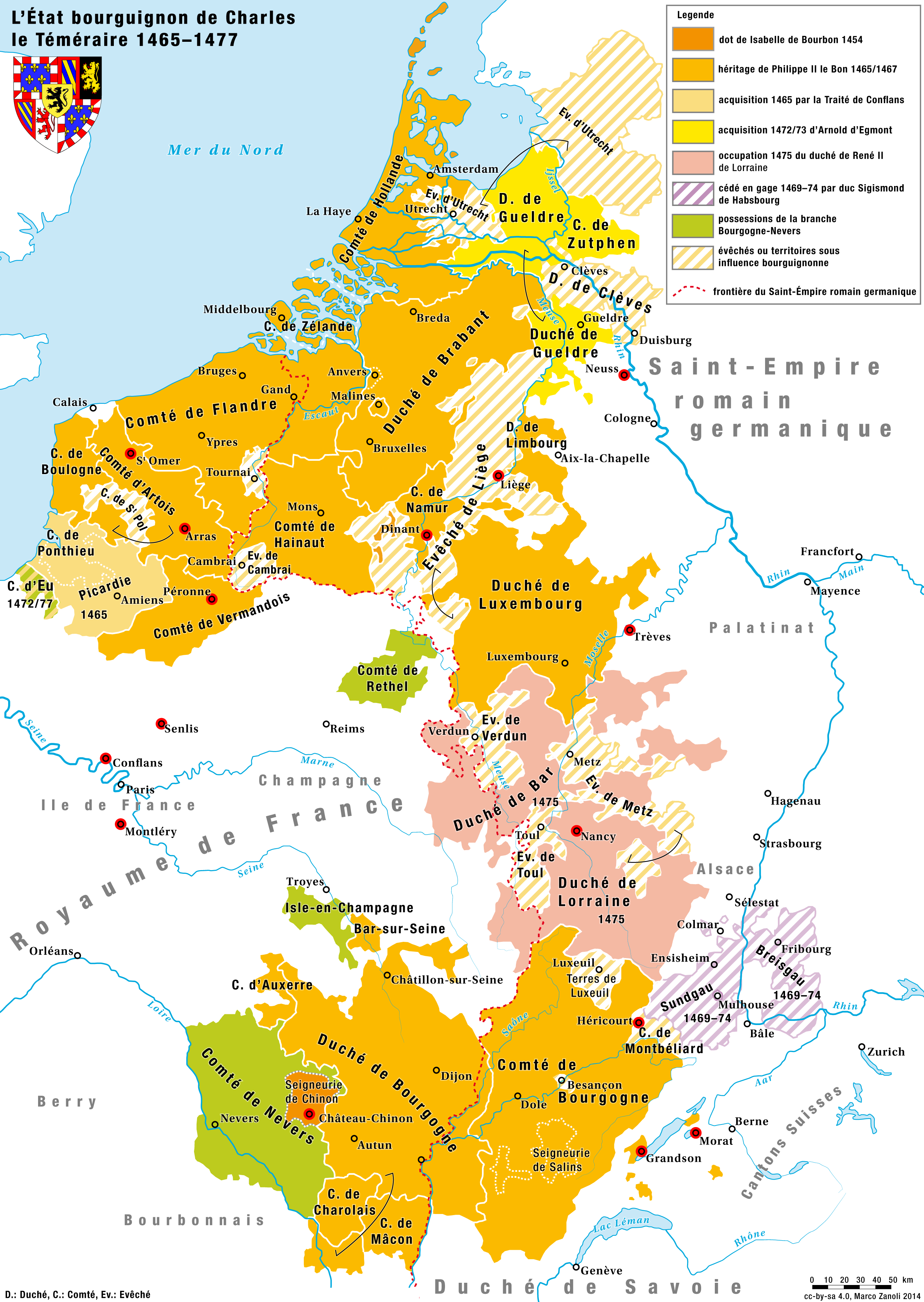
Państwo Burgundii w czasach Karola Śmiałego

Karol nie na darmo zdobył przydomek „Śmiałego” („Zuchwałego”). Zawsze działał szybko, często bez bliższego przyjrzenia się sytuacji. Nie znajdował upodobania w misternych podchodach dyplomatycznych, w których celował jego ojciec. Lubiąc wojnę, starał się rozwiązywać konflikty na polu bitew. Miał zamiar przewyższyć dokonania ojca. Philippe de Commines napisał, że połowa Europy nie zdołałaby go zadowolić. Kiedy 12 kwietnia 1465 ojciec przekazał mu faktyczną władzę nad Burgundią, Flandrią, Artois, Franche-Comté, Namur, Brabancją, Limburgią, Lothier, Zelandią, Holandią i Hainaut, pierwszą decyzją Karola była interwencja w wewnętrzne sprawy Francji, gdzie przeciwko królowi Ludwikowi wielcy feudałowie (w tym królewski brat, książę de Berry) zbuntowali się i założyli tzw. Ligę Dobra Publicznego.
Latem 1465 Karol po raz pierwszy poprowadził wojska burgundzkie do bitwy. Miało to miejsce 13 lipca pod Montlhéry. Bitwa zakończyła się zwycięstwem Karola, ale hrabia został podczas niej ranny. Działania wojenne nie przyczyniły się jednak do wyparcia Ludwika XI z Paryża, ani odniesienia decydującego zwycięstwa w polu. Udało się tylko zmusić Ludwika do ustępstw na rzecz zbuntowanych baronów. Traktatem z Conflans z 5 października 1465 Ludwik oddał Karolowi sporne miasta nad Sommą, hrabstwa Boulogne i Guines oraz liczne pomniejsze terytoria. Ponieważ w trakcie rokowań zmarła hrabina Izabela, Ludwik zaproponował Karolowi małżeństwo ze swoją córką Anną, której posag miała stanowić Szampania i Ponthieu. Karol propozycję odrzucił i poślubił Małgorzatę York.
Wydarzenia następnych lat odwróciły uwagę Karola od spraw francuskich. Podczas letniej kampanii przeciwko Ludwikowi miasto Dinant w diecezji Liège świętowało fałszywą wieść o śmierci Karola w bitwie pod Montlhéry. Spalono wówczas podobizny Karola i krzyczano, że jest on bękartem Izabeli Aviz i Jana von Heinsburga, poprzedniego biskupa Liège. Po zawarciu traktatu z Ludwikiem XI Karol wyruszył przeciwko Dinant. 25 sierpnia 1466 zdobył miasto i, broniąc honoru swojej matki, kazał zabić wszystkich jego mieszkańców.
Działania przeciwko Dinant wiązały się ze sporem, jakie księstwo Burgundii toczyło z księciem-biskupem Liège, którym był wówczas szwagier Karola Ludwik de Bourbon. Los Dinant sprawił, że książę-biskup stał się bardziej kompromisowy i rychło zawarto porozumienie. Jednak po śmierci księcia Filipa Dobrego 15 czerwca 1467 Ludwik odmówił złożenia hołdu Karolowi. Wywołało to kolejną wojnę, ale szybkie zwycięstwo Karola pod Sint-Truiden spowodowało, że biskup zaprzestał oporu. Karol tryumfalnie wjechał do Liège i rozkazał zburzyć miejskie mury, a także pozbawił miasto licznych przywilejów.

## Pojmanie Ludwika XI
Tymczasem pojawiły się problemy w związku z egzekucją postanowień traktatu z Conflans. Aby przyspieszyć wykonanie przez Ludwika jego zobowiązań, Karol zaprosił króla na spotkanie do Peronne. Podczas rozmów okazało się, że ponownie zbuntowali się mieszkańcy Liège i zabili burgundzkiego gubernatora. Wściekły Karol uznał, że za działania mieszczan odpowiada król Ludwik i rozkazał go uwięzić. Ludwik spędził w niewoli kilka tygodni, po czym musiał podpisać 14 października 1468 traktat w Peronne, w którym obiecywał spełnić żądania Karola. Burgundczyk zmusił również króla do towarzyszenia mu podczas wyprawy przeciwko Liège. Ludwik był obecny przy zdobywaniu miasta i masakrze jego mieszkańców.
Traktat w Peronne rychło stał się martwą literą. Kiedy tylko Ludwik umocnił swoją pozycję, zerwał traktat i w 1469 oskarżył Karola o zdradę i nakazał mu stawienie się przed parlamentem. Karol się nie stawił, wobec czego Ludwik ponownie zajął sporne miasta nad Sommą. Wściekły Karol zdecydował się zaatakować Francję. Na początku zdobył miasto Nesle i wymordował jego mieszkańców. Jednak jego atak na Beauvais zakończył się porażką i książę musiał zadowolić się spustoszeniem kraju aż po Rouen.

## Ambicje księcia Burgundii

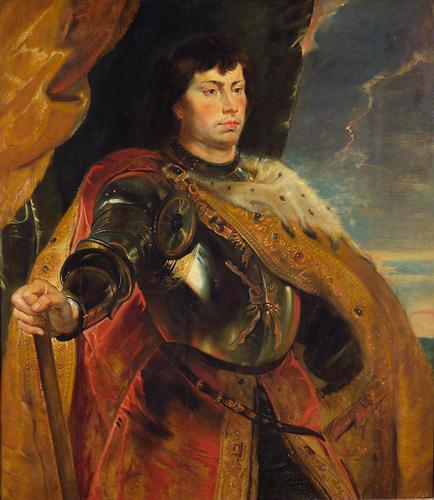
Karol Śmiały na obrazie Petera Paula Rubensa

W polityce wewnętrznej Karol również odszedł od sposobów działania swojego ojca. Dwór burgundzki, będący ostoją kultury, stracił na znaczeniu. Karol większe zainteresowanie poświęcał sprawom wojskowym. Początek panowania Karol przeznaczył na reorganizację administracji i rozbudowę armii. Utrzymując pospolite ruszenie feudałów, Karol główną siłę swej armii widział w licznych oddziałach angielskich i włoskich najemników oraz rozbudowywanej artylerii.
Służyć to wszystko miało realizacji jego ambicji. Karol miał na celu uzyskanie korony królewskiej, a wielu historyków uważa, że jego celem była nawet korona Świętego Cesarstwa Rzymskiego. Jakkolwiek by nie było Karol nie przepuścił żadnej okazji, aby rozszerzyć swoje posiadłości. W 1469 arcyksiążę Zygmunt Habsburg sprzedał Karolowi hrabstwo Ferrette, Bryzgowię, landgrawat Alzacji i liczne miasta, z zachowaniem jednak prawa do ich odkupienia. W latach 1472–1473 wsparł księcia Geldrii Arnolda przeciwko jego buntującemu się synowi, za co został wynagrodzony przez starego księcia otrzymaniem jego tytułów (księcia Geldrii i hrabiego Zutphen). Tytuły te Karol otrzymał w 1473.
W 1470 na dwór Karola przybył jego szwagier, król Edward IV, uciekając przed swoimi przeciwnikami politycznymi, którzy wprowadzili na tron jego konkurenta, Henryka VI. Karol udzielił gościny wygnańcom i w marcu 1471 pomógł im w powrocie do Anglii. Edward rychło pokonał swoich przeciwników i umocnił się na tronie.
Tymczasem Karol postanowił zrealizować swoje marzenia o koronie królewskiej. W tym celu spotkał się w Trewirze z cesarzem Fryderykiem III i próbował go przekonać do zgody na królewską koronację. Fryderyk jednak nie ucieszył się perspektywą koronacji księcia Burgundii i przy pierwszej nadarzającej się okazji uciekł z Trewiru.

## Lotaryngia i Szwajcaria (wojna szwajcarsko-burgundzka)
Jednym z motywów, którymi kierował się arcyksiążę Zygmunt, sprzedając swoje ziemie Karolowi, była obawa przed ekspansją Konfederacji Szwajcarskiej. Zygmunt liczył, że potężnemu księciu Burgundii łatwiej będzie udaremnić próby szwajcarskiej ekspansji. Polityka Zygmunta wobec Bazylei, Strasbourga i Miluzy sprawiła, że miasta te zwróciły się o pomoc do Szwajcarii. Zygmunt doszedł tymczasem do porozumienia z Konfederacją i chciał odkupić swoje ziemie, ale Karol się na to nie zgodził. W międzyczasie nasilił się jego konflikt z miastami alzackimi. Namiestnik księcia, Peter van Hagenbach, został stracony 9 maja 1474 przy cichym wsparciu Szwajcarii. Jesienią 1474 oddziały Konfederacji Szwajcarskiej przy wsparciu miast alzackich i innych nieprzyjaciół Burgundii ruszyły na północ i w listopadzie pokonały wojska burgundzkie w bitwie pod Héricourt.
Jeszcze w 1474 Karol zakwestionował prawa księcia Lotaryngii René II do tronu, czym zyskał sobie kolejnego przeciwnika. Sam Karol miał apetyt na księstwo Lotaryngii, gdyż oddzielało one właściwe ziemie burgundzkie od jego posiadłości w Niderlandach. Oprócz sporów z księciem Lotaryngii Karol wsparł księcia-arcybiskupa Kolonii Ruprechta z Palatynatu i obległ w lipcu 1474 miasto Neuss, jednak wielomiesięczne oblężenie (trwające do czerwca 1475) nie przyniosło rezultatów. Przeszkodziło natomiast Karolowi w pomocy Edwardowi Angielskiemu, który w 1475 wylądował ze swoją armią we Francji. Pozbawiony wsparcia Burgundii doszedł on do porozumienia z Ludwikiem XI i wycofał się. Karol nie osiągnął więc sukcesów ani w walce z Ludwikiem, ani z księciem-arcybiskupem. Szczęście sprzyjało mu natomiast w Lotaryngii, gdzie 30 listopada 1475 zdobył Nancy i wygnał księcia Rene.

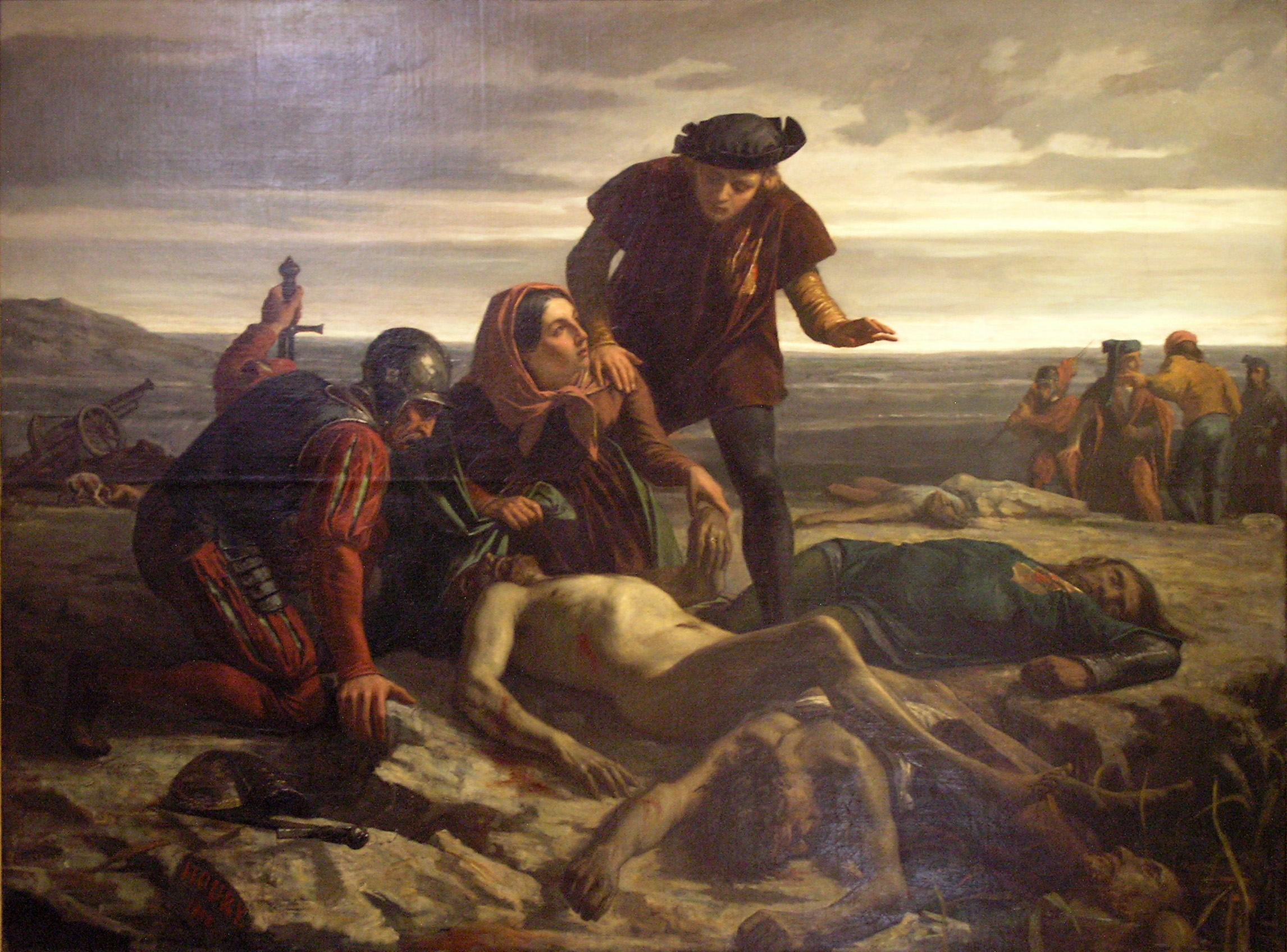
Odnalezienie zwłok Karola Burgundzkiego na polu bitwy pod Nancy

To był szczyt sukcesów Karola, jednak książę, nie mając do końca wyjaśnionej sytuacji w Lotaryngii, zdecydował się wyruszyć przeciwko Konfederacji Szwajcarskiej. Zimą 1476 zaatakował Szwajcarię z zachodu z wielką armią najemników i w lutym obległ Grandson. Sprowadził ze sobą ciężką artylerię, która rychło poczyniła wielkie spustoszenia wśród obrońców. W garnizonie szybko pojawiły się głosy za kapitulacją. Tymczasem szwajcarskie kantony na czele z Bernem rozpoczęły gromadzenie armii mającej ruszyć na odsiecz Grandson. Wiadomość o odsieczy miano garnizonowi wysłać łódką, ale z powodu złej pogody zamiar ten spalił na panewce. Próbowano przekazać więc gestami wiadomość od nadchodzącej armii, ale gesty Szwajcarów zostały opacznie zinterpretowane przez garnizon, który 28 lutego poddał się Karolowi. 412 żołnierzy zostało z rozkazu księcia straconych w strasznej i okropnej egzekucji, jak wyraził się towarzyszący Karolowi historyk Panigarola. Ich ciała zostały powieszone na drzewach lub wrzucone do rzeki. Egzekucja trwała ok. 4 godzin.
Tymczasem Szwajcarzy, nie mając informacji o losie garnizonu, zebrali 20 000 żołnierzy i wysłali ich na odsiecz Grandson. 2 marca 1476 napotkali oni armię Karola niedaleko Concise. Armia szwajcarska była podzielona na 3 oddziały, w efekcie czego z armią burgundzką spotkała się tylko straż przednia. Dało to Karolowi mylne wyobrażenie o liczebności wojsk szwajcarskich. Szwajcarska straż przednia widząc, że już niedługo stanie do bitwy, przyklęknęła i rozpoczęła modlitwy. Kiedy odmówili trzy razy „Ojcze nasz” i trzy razy „Zdrowaś Mario”. do ataku ruszyła burgundzka kawaleria. Wówczas Karol popełnił wielki błąd, rozkazując swojej kawalerii cofnąć się, aby zrobić miejsce do ostrzału artyleryjskiego. Kiedy kawalerzyści cofali się, z pobliskiego lasu wyszła kolejna grupa żołnierzy szwajcarskich, którzy ruszyli na burgundzkie skrzydła. W szeregach burgundzkich wybuchła panika i Burgundczycy rzucili się do ucieczki. Karol próbował temu przeciwdziałać, jeżdżąc wśród żołnierzy i płazując ich mieczem. Paniki nie udało się jednak opanować i armia księcia uciekła z pola bitwy.
W ręce Szwajcarów wpadł tabor księcia, a wraz z nim biżuteria oraz złote i srebrne naczynia. W ręce zwycięzców wpadła też burgundzka artyleria w liczbie 500 dział. Zdobyto także kapelusz księcia, miecz, matrycę tajnej pieczęci oraz diament zwany „Sancy”. Następnie Szwajcarzy ruszyli pod Grandson, gdzie znaleźli ciała swoich towarzyszy. W następnych tygodniach Karol dalej próbował zastraszyć Szwajcarów przez okrutne traktowanie ludności, ale osiągnął skutek odwrotny od zamierzonego.
Niedługo po klęsce pod Grandson Karol ruszył w kierunku Lozanny. W maju 1476 odbudował swoją armię i zdecydował się zaatakować Berno, największego zwolennika wojny z Burgundią. Pierwszym krokiem do ataku na miasto miało stać się opanowanie małego miasta Morat (Murten). 11 czerwca 1476 rozpoczęło się oblężenie miasta. Dowodzący obroną Adrian von Bubenberg sprawnie dowodził swoimi ludźmi i dał czas Konfederacji na przysłanie armii. 22 czerwca armia Konfederacji była gotowa do bitwy.
Świt niedzieli 22 czerwca 1476 wstawał chłodny i deszczowy. Armia burgundzka od rana gotowała się do bitwy. Przez kilka godzin Burgundczycy stali w pełnym uzbrojeniu w padającym deszczu. Wkrótce nadeszły oddziały szwajcarskie. Burgundczycy powitali ich ogniem artyleryjskim, który spowodował znaczne straty wśród przeciwników i zmusił ich do cofnięcia się. Wówczas zdecydowano o ataku jazdy. Szarża burgundzkiej kawalerii załamała się jednak na zwartych szeregach szwajcarskiej piechoty. Karol rozkazał wówczas wysunąć na czoło swoich sił angielskich łuczników, co tylko pogłębiło chaos. Armia burgundzka rzuciła się do ucieczki. Z ciał poległych przeciwników na polu bitwy Szwajcarzy ułożyli stos kości, który jeszcze na początku XIX w. oglądał George Gordon Byron i opisał go w Wędrówkach Childe Harolda.

## Ostatnia bitwa

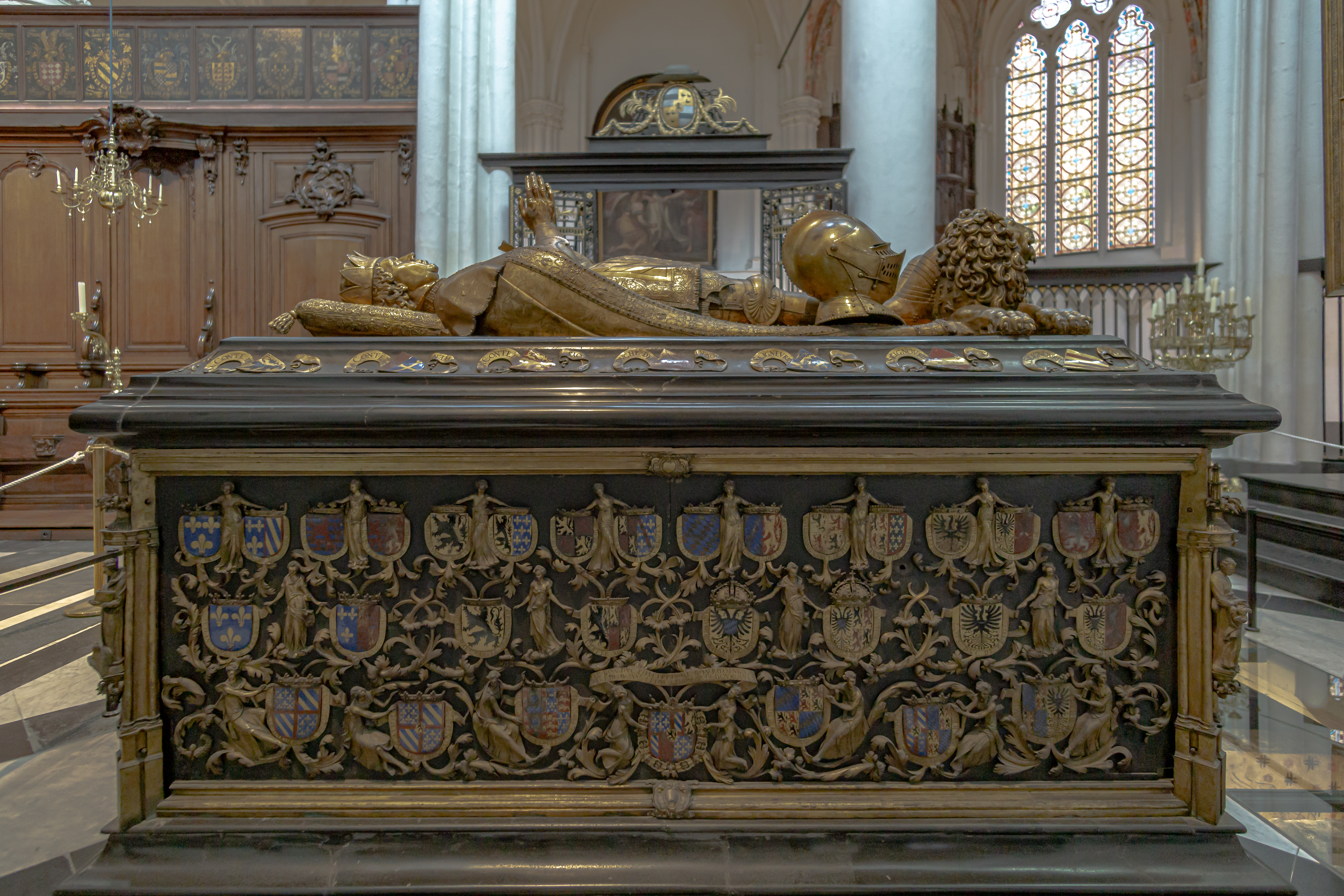
Grób Karola Śmiałego

Wraz z klęską pod Morat upadły nadzieje Karola na podbój Szwajcarii. Książę uciekł do Morges, potem przeniósł się do Pontarlier. Spędził tam kilka miesięcy, prawdopodobnie pogrążony w depresji. Klęski Karola wykorzystał Rene Lotaryński, który przy wsparciu Szwajcarów powrócił do Lotaryngii i zajął Nancy. Na wieść o tym Karol przystąpił do działania i w październiku 1476 ruszył na Nancy. Rene udał się do Szwajcarii, udało mu się również uzyskać pomoc z Francji. Zebrawszy 20 000 wojska ruszył na odsiecz obleganemu miastu (1 stycznia 1477).
Do decydującej bitwy doszło 5 stycznia 1477. Wojska Karola były mniej liczne od koalicji, w dodatku przed samą bitwą zdezerterowali włoscy najemnicy hrabiego Campobasso. Podczas przygotowań z hełmu księcia odpadł złoty lew, co w wojsku uznano za zły znak. Sam książę uznał to za znak od Boga. Burgundczycy swoje siły skoncentrowali w centrum, co wykorzystał Rene, oskrzydlając oddziały przeciwnika. Do bitwy włączył się także garnizon Nancy, który przełamał oblężenie. W krótkim czasie armia burgundzka poszła w rozsypkę. Karol uciekł na zamarznięty staw św. Jana, ale lód nie wytrzymał ciężaru jeźdźca i konia, i załamał się. Tonący Karol zauważył na brzegu rycerza. Krzyknął do niego: Uratuj księcia Burgundii! Rycerz ów, pan de Saint-Dié, kasztelan la Tour du Mont, uratowałby Karola, licząc na wysoki okup, gdyby nie to, że był głuchy. Biorąc Karola za zwykłego burgundzkiego żołnierza, Bauzemont dobił go ciosem miecza.
Poszukiwania zwłok księcia rozpoczęto zaraz po tym, jak zorientowano się, że nie ma go między jeńcami. Znaleziono je 7 stycznia, nadgryzione przez wilki i posiadające dwie rany od piki. Ciało zidentyfikował nadworny medyk dzięki ranie odniesionej przed dwunastoma laty pod Montlhéry oraz po paznokciach u rąk, które książę zwykł nosić bardzo długie. Został on pochowany w kolegiacie św. Jerzego, a w 1550 zwłoki przeniesiono do Brugii.
Zwycięzcy podzielili się łupami zdobytymi na księciu. Ludwik XI dostał hełm, pierścień przypadł księciu Mediolanu, kaftan znalazł się w katedrze w Strasburgu, a kielich trafił do Bazylei.
Karol pozostawił po sobie jedyną córkę, Marię, najlepszą partię Europy. Trudną sytuację 19-letniej dziedziczki wykorzystał Ludwik XI, który przyłączył apanaż Burgundii do Francji. Maria wyszła ostatecznie za arcyksięcia Maksymiliana Habsburga, syna cesarza Fryderyka III. Z rozległych włości książąt Burgundii udało jej się ocalić jedynie Hrabstwo Burgundii i posiadłości niderlandzkie. Dziedzictwo Karola Śmiałego jeszcze przez kilka stuleci determinowało politykę władców Francji i Domu Habsburgów.